# Џоливил (Тексас)
Џоливил (енгл. Jollyville) насељено је место без административног статуса у америчкој савезној држави Тексас.

## Демографија
По попису из 2010. године број становника је 16.151, што је 338 (2,1%) становника више него 2000. године.
| Група             | 2000.          | 2010.          |
| Белци             | 11.640 (73,6%) | 10.596 (65,6%) |
| Афроамериканци    | 742 (4,7%)     | 1.000 (6,2%)   |
| Азијати           | 1.348 (8,5%)   | 1.406 (8,7%)   |
| Хиспаноамериканци | 1.808 (11,4%)  | 2.758 (17,1%)  |
| Укупно            | 15.813         | 16.151         |